# Ula superelegans
Ula (Ula) superelegans là một loài ruồi trong họ Pediciidae. Chúng phân bố ở vùng Indomalaya.